# Lasiopleura obscuripennis
Lasiopleura obscuripennis är en tvåvingeart som först beskrevs av Meijere 1919.  Lasiopleura obscuripennis ingår i släktet Lasiopleura och familjen fritflugor. Inga underarter finns listade i Catalogue of Life.